# Taenia coli
Nell'anatomia umana le taenia coli sono sottili lamine nastriformi, a decorso longitudinale, date da fasci di tessuto muscolare liscio che accompagnano il colon, sulla sua superficie esterna, per la quasi totalità della sua lunghezza. 

## Anatomia
Le teniae coli iniziano nella porzione prossimale dell'intestino crasso, denominata cieco, intorno all'attacco dell'appendice vermiforme dalla quale successivamente divergono, in numero di tre,  andando a disporsi in senso longitudinale sulle facce anteriore, mediale e posteriore del colon ascendente, trasverso, discendente e la porzione prossimale del sigma (colon iliaco), configurandosi di conseguenza come tenia anteriore, mediale e posteriore. Nella porzione distale del sigma (colon pelvico) le teniae si riducono a due, anteriore e posteriore, per poi andare progressivamente a perdere la loro individualità mano a mano che si procede distalmente verso il retto. Lungo i margini delle tenie si trovano attaccate numerose frange peritoneali peduncolate ripiene di materiale adiposo definite "appendici epiploiche"